# Anthrax innubipennis
Anthrax innubipennis är en tvåvingeart som beskrevs av Martson 1970. Anthrax innubipennis ingår i släktet Anthrax och familjen svävflugor. Inga underarter finns listade i Catalogue of Life.